# Шкортлебен
Шкортлебен (нем. Schkortleben) — деревня в Германии, в земле Саксония-Анхальт, входит в район Бургенланд в составе городского округа Вайсенфельс.
Население составляет 526 человек (на 31 декабря 2014 года). Занимает площадь 7,07 км².

## История
Первое упоминание о поселении относится к 1300 году.
1 сентября 2010 года, после проведённых реформ, Шкортлебен вошёл в состав городского округа Вайсенфельс в качестве района. В этот район также входит деревня Крихау.

## Галерея

Шкортлебен на карте городского округа
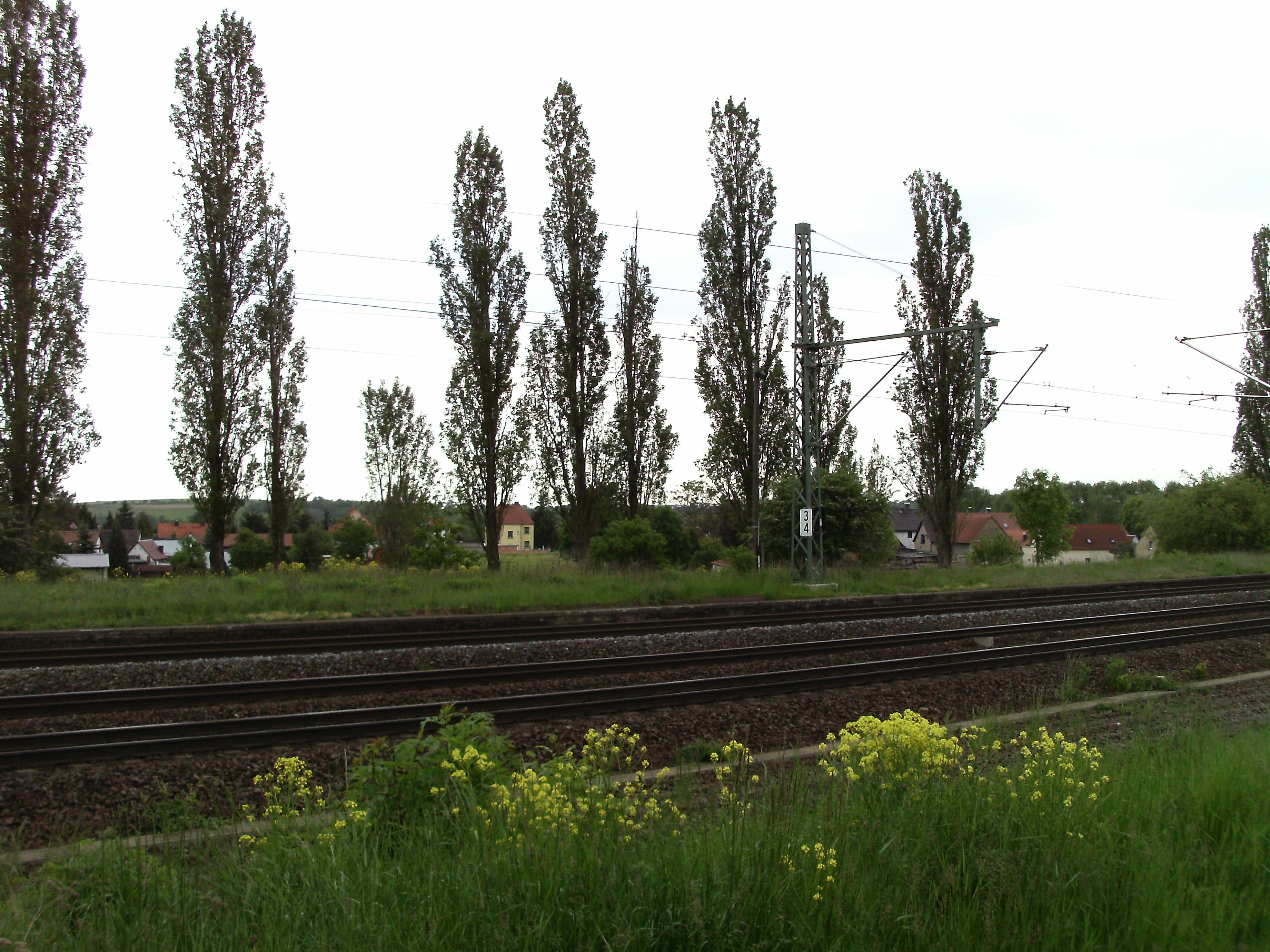
Ж/д на окраине Шкортлебена
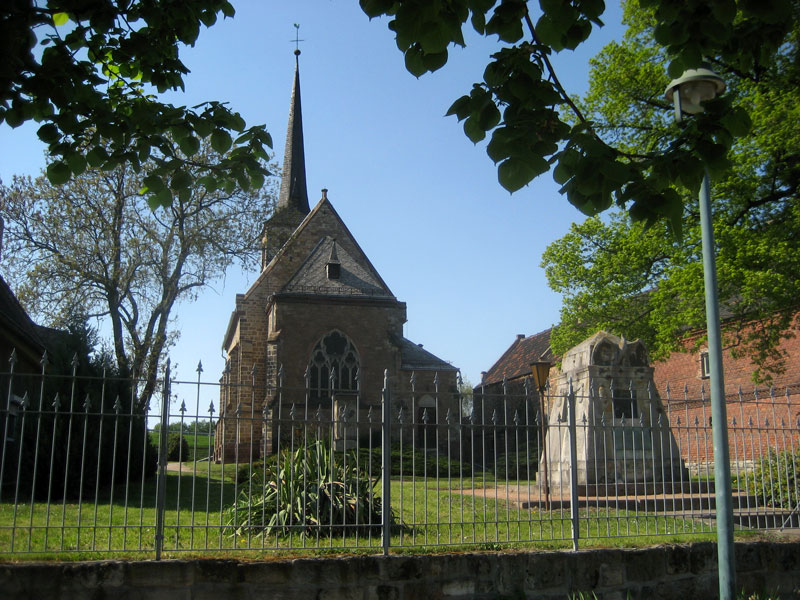
Церковь в Крихау
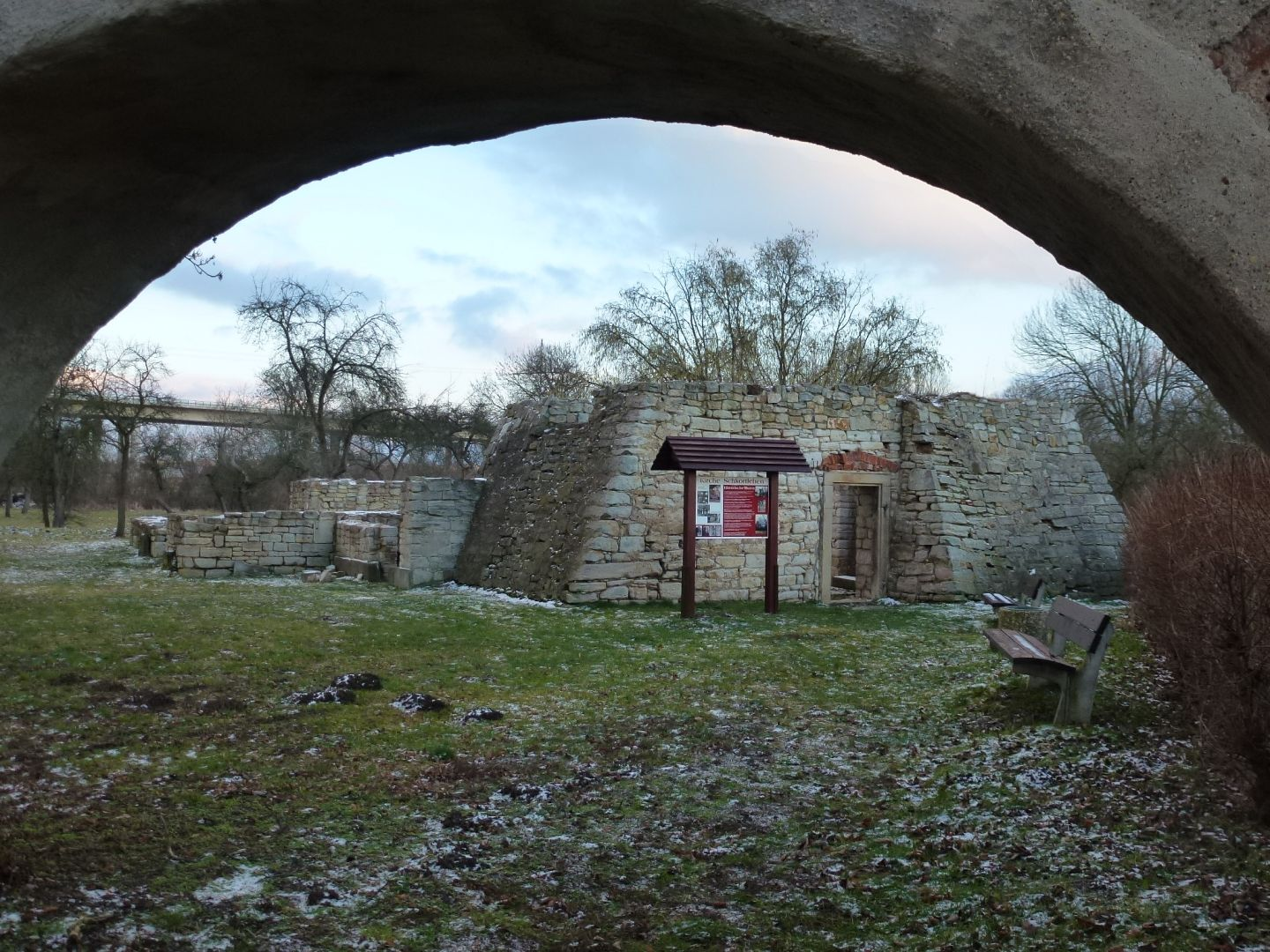
Руины церкви в Шкортлебене